# Hélène de Suède
Ne doit pas être confondu avec Helene de Suède.
Hélène ou Elin, peut-être également connue sous les noms de  Maer, Mär ou Mö (vieux norrois pour Jeune fille) (née au XIe siècle  – Floruit vers 1105/10), est une reine de Suède, épouse du roi  Inge l'Ancien et sœur putative du roi Blot-Sweyn.

## Contexte et nom
Le contexte de la vie de la reine Hélène de Suède n'est pas précisé mais son activité de reine semble démontrer qu'elle est liée avec l'Östergötland. La Saga de Hervor et du roi Heidrekr de la fin du XIIIe siècle évoque ainsi l'épouse du roi  Inge l'ancien: « Le roi  Inge épouse une femme nommé Maer [ou Mö]; le nom de son frère est  Sweyn. Personne n'était autant aimé par Inge que Sweyn, et ce dernier devient un homme très puissant dans le royaume ». 
Toutefois une ancienne source danoise,  La « Genealogia Regum Danorum  », établie en 1194 pour son arrière-petite-fille Ingeburge de Danemark, reine de France, précise que Kristina, grand-mère du roi Valdemar Ier :  « filia fuit Ingonis Suevorum regis et Helena regina »,.
« Helena » est la transcription habituelle en latin du nom chrétien suédois Elin, alors que Maer est simplement la forme en vieux norrois du nom signifiant « jeune fille » ou « fille » soit en suédois moderne mö, et semble ne pas être un nom propre et est en tout cas est extrêmement rare en tant que nom personnel scandinave. De ce fait il est parfois avancé que Inge avait contracté deux unions. Alternativement cependant il a été aussi avancé qu'il s'agit d'une seule et même personne; la jeune fille Elin, que les chrétiens étrangers nommaient en latin Helena, sœur de Sweyn. Selon une troisième hypothèse la fratrie Maer et Sweyn est légendaire ou même allégorique, leurs noms étant simplement la traduction de « jeune fille » et « amant ».

## Réaction païenne
Selon La Saga de Hervor et du roi Heidrekr, et le texte suédois la Légende de Saint Eskil (XIIIe siècle), Sweyn usurpe le pouvoir
d'Inge Ier,qui était roi de Suède ou d'une partie de la Suède pendant la période 1080-1110. Inge est réputé être le roi 
qui élimine le paganisme de suédois après un long conflit religieux qui s'étend de la décennie 1020 à celle de 1080. Dans une large mesure, sa faction abolit la liberté de religion en réprimant les anciennes pratiques rituelles et en demandant à la population de professer la foi chrétienne. Bien que des traces de la religion nordique survivent encore en Suède jusqu'au XIIe siècle. Le principal opposant de Inge
lors de ce conflit est son beau-frère Sweyn qui est intronisé comme souverain païen dans le Svealand, et est connu sous le nom de 
Blot-Sweyn (Sweyn le Sacrificateur).  
Inge se retire dans le  Västergötland, mais les sources n'indiquent pas si Maer l'accompagne. Si cependant  Maer est identifiable avec
Helena et est un personnage historique, on ignore dans ce contexte si elle est favorable aux païens ou aux chrétiens. 
la reine doit avoir été le témoin de la manière dont son époux chrétien tue son frère païen lors du triomphe de Inge vers
1083/1087. Toutefois elle est considérée comme une pieuse chrétienne à la fin de sa vie.

## Religieuse
On connaît peu de choses de la reine Helena, mais si elle est bien la sœur de Blot-Sweyn elle devait très certainement être une païenne comme son frère avant son mariage. Dans ce cas elle a été convaincue ou obligée par la force à se soumettre à la foi chrétienne et à recevoir le nom d'Helena lors de son baptême. Ses filles portent également des noms originaires de l'Europe chrétienne : Christina, Margaret et  Katarina. Après la défaite des païens, Inge fonde le premier monastère de moniales connu de Suède, l'abbaye de Bénédictines  de Vreta en Östergötland, conjointement avec son épouse entre 1090 et 1100. 
Cet acte est connu par une copie du XVIe siècle d'une liste de donations médiévale : « le Roi Inge en Suède ... avec la reine Helena, 
fondent les premiers l'abbaye de Vreta; ils lui donnent des biens et des propriétés foncières, c'est-à-dire: 4 attungs [unités] de domaine
à Lilla Vreta, 2 attungs à [Kungs-]Bro, 9 attungs à Brunneby, 4 attungs à Håckla, 2 attungs à Mjölorp ». Ces domaines sont situés près de Vreta. Le couple royal donnent plus loin 2 attungs à Broby, près de Omberg, également en Östergötland. Toutes ses domaines concernent l'est du territoire des Geats et leur attribution au couvent forment un point de repère dans l'histoire médiévale suédoise, car aucun monastère n'existait auparavant dans le royaume. Il devait appartenir au douaire de la reine ou à héritage reçu par elle de son frère putatif Sweyn. 
La liste de donations XVIe siècle indique de plus qu'une certaine reine Helena fait don de domaine à Slaka paroisse de Vreta, puis
entre à l'abbaye comme moniale. Sur ces bases il a été avancé que la reine douairière Helena, après la mort de son époux vers 1105-1110, 
avait dédier ses dernières années à la vie monastique. Il est cependant peut-être question d'une reine postérieure Helena, veuve de Knut V de Danemark.

## Postérité
- Christine, la fille aînée d'Hélène et du roi Inge Ier, épouse en 1095 Mstislav Ier (Harald) Vladimirovitch, prince de Kiev, qui suivait ainsi une vieille tradition d'alliance entre les Varègues et les Suédois.
- Marguerite épouse dans le cadre d'un accord de paix (elle est surnommée à cette occasion « Fredkulla » Vierge de la Paix), le roi Magnus III de Norvège veuve, elle épouse ensuite le roi Niels de Danemark.
- Catherine, la troisième fille, est mariée avec le prince Björn Jernsida de Danemark, petit-fils du roi Éric Ier de Danemark.
- Elle est peut-être également la mère de l'éphémère souverain  Ragnvald Ingesson.

## Ancêtres putatifs
Plusieurs hypothèses ont été formulées au sujet des ancêtres d'Helena ou de Maer.  On  a tenté d'identifier Blot-Sweyn avec un Sweyn évoqué dans la Yngvars saga víðförla du XIVe siècle. Ce personnage est le fils du prince  Ingvar Vittfarne, arrière-petit-fils d'Erik Segersäll de Suède, ce qui ferait de  Maer une cousine au 3e degré de son époux. Une pierre runique élevée dans la paroisse de   Ballingsta en Uppland (U861) porte ce texte : "Sigtorn ... érige cette pierre et un pont
pour son fils Ådjärv et pour Mö, sa fille, Etorn, Sweyn et Vigtorn..."
Cette pierre est de la fin du XIe siècle, et le nom de Mö n'est attesté nulle part ailleurs, il a été avancé par le spécialiste des 
runes Erik Brate que ce monument avait été érigé par le père de la reine Mö (Maer) et de son frère Blot-Sweyn. le nom complet de Mö serait dans ce cas Mö Sigtornsdotter. Si Mö-Maer et Helena sont probablement de reines différentes, mais cette équivalence a été critiquée comme manquant de preuves corroborantes. Il a été également avancé que Helena était d’origine grecque ou russe. Les prénoms chrétiens d'origine grecque de l'épouse et des trois filles du roi Inge, laissent penser que leur mère Elin (Helena) était une chrétienne de rite oriental, peut-être une princesse russe varègue; mais cela n'est nullement confirmé.

## Confusion avec Hélène de Skövde
La reine  Helena ou Elin a longtemps été confondue dans l'histoire avec sainte Hélène de Skövde (morte vers 1135), qui vivait en Suède à la même période qu'elle. Il s'agit d'une mauvaise interprétation qui est totalement rejetée par les historiens contemporains.

## Source
- (sv) article: Hans Gillingstam  Helena.